# Dům U Slona (Písek)
Dům U slona je historická budova v centru města Písek, která je zapsaná na seznamu kulturních památek. Na místě dnešní budovy stával původně před Pražskou branou dům branného, který nejspíše pocházel ze třetí čtvrtiny 13. století. Současný měšťanský klasicistní dům byl postaven kolem roku 1824. Má díky hradební zdi trojúhelníkový půdorys, jsou zde zachovalé gotické sklepy. Na domě je empírová fasáda, původní je znamení slona z roku 1824. Jedná se o jedno z nejznámějších píseckých domovních znamení.
Dům U Slona zakoupil v roce 1982 kunsthistorik JUDr. et PhDr. Jaromír Stach Černín a zachránil jej před zbouráním. Prosadil zapsání domu mezi památkově chráněné objekty a započal jeho obnovu. V současnosti vlastní dům rodina Stachova.
O záchranu domu se též snaží místní Spolek přátel domu U Slona, peníze pocházejí i z kulturních akcí a z veřejné sbírky. Jako možná využití je uvažováno muzeum Kamenného mostu nebo stálá výstava obrazů akad. malíře Františka Romana Dragouna.

## Galerie

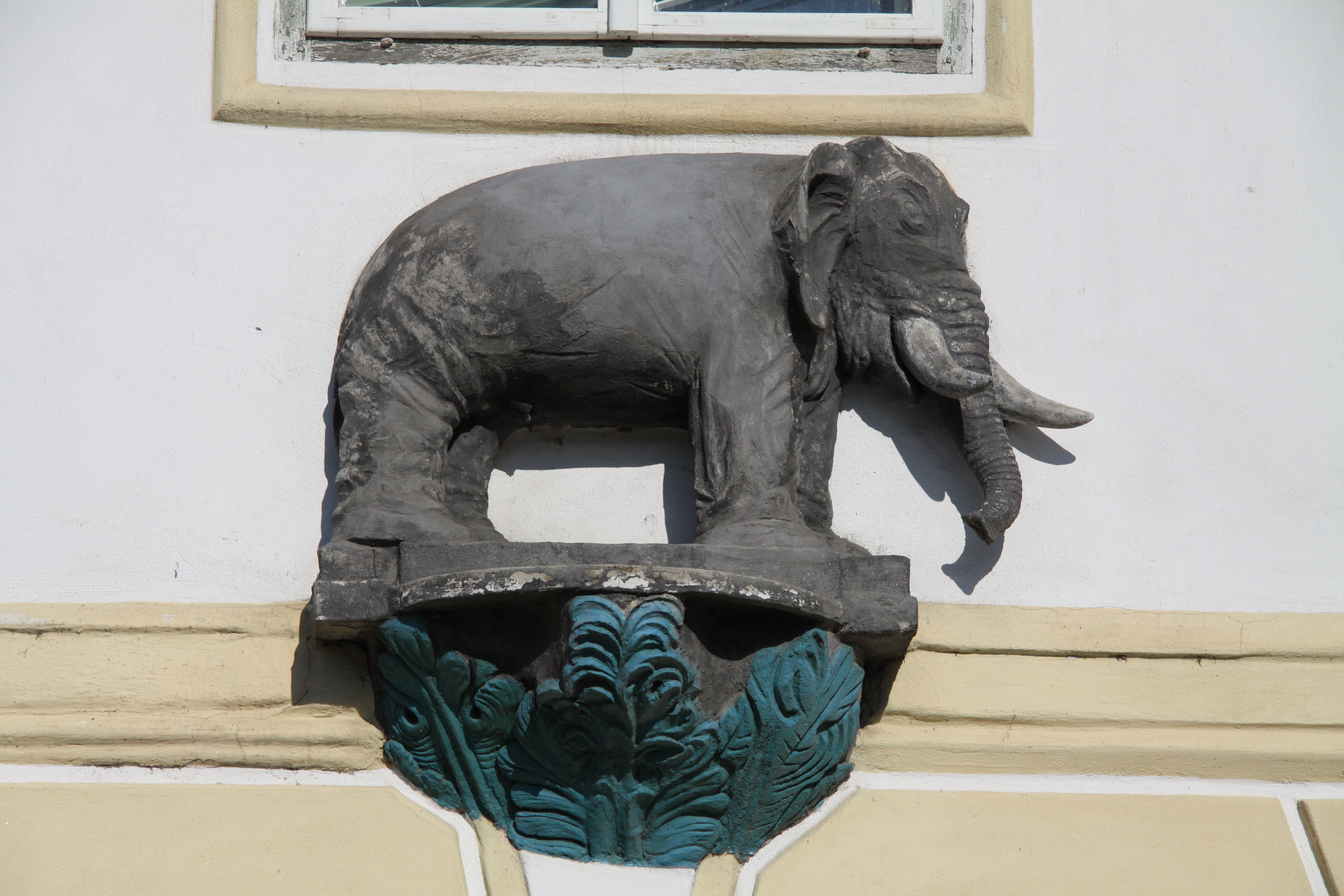
Detail domovního znamení
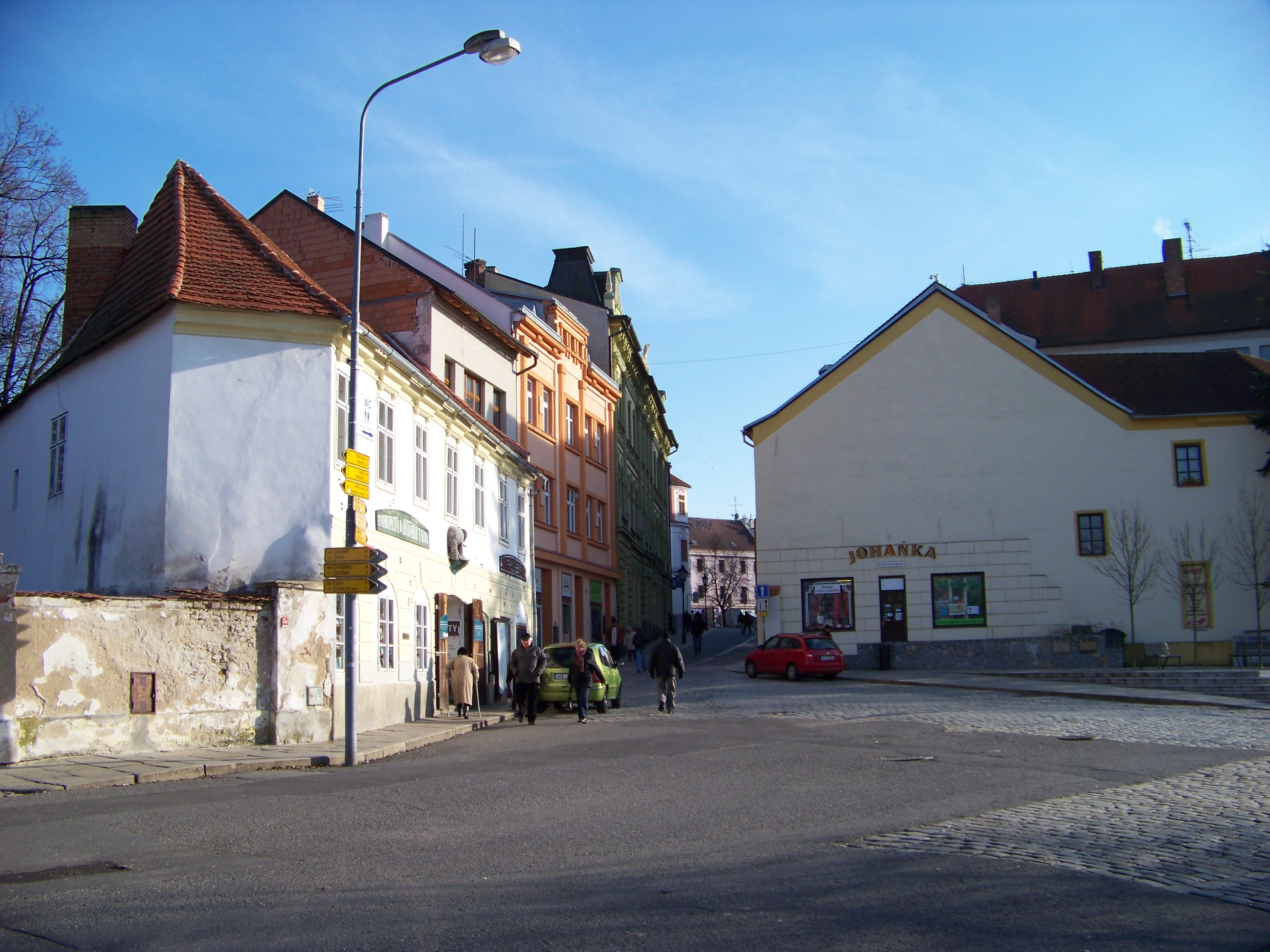
Boční pohled směrem k Velkému náměstí
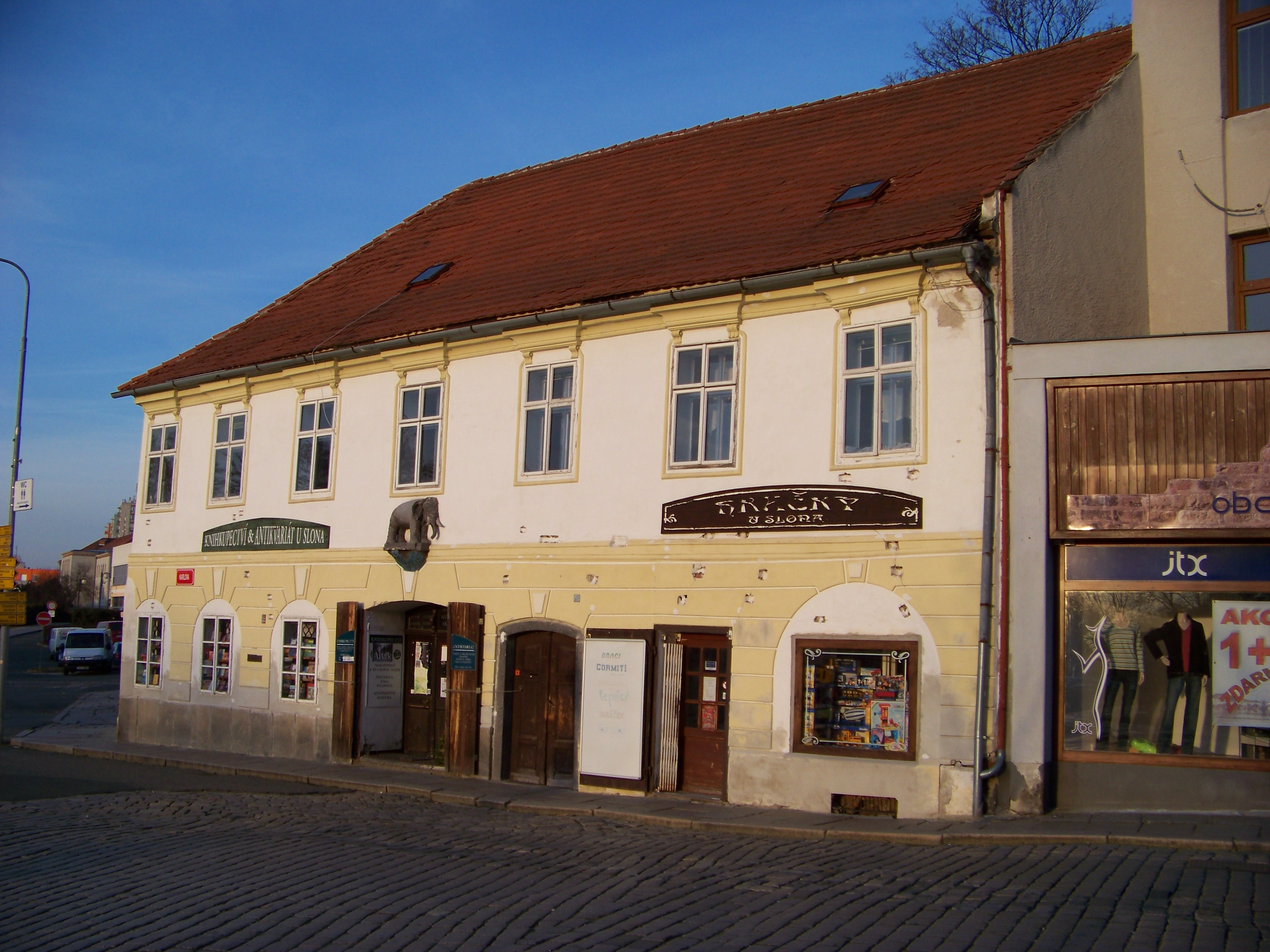
Boční pohled na druhou stranu